# Goldsboro (Maryland)
Goldsboro és una població dels Estats Units a l'estat de Maryland. Segons el cens del 2000 tenia 216 habitants.

## Demografia
Segons el cens del 2000, Goldsboro tenia 216 habitants, 77 habitatges, i 58 famílies. La densitat de població era de 463,3 habitants/km².
Dels 77 habitatges en un 37,7% hi vivien nens de menys de 18 anys, en un 54,5% hi vivien parelles casades, en un 13% dones solteres, i en un 23,4% no eren unitats familiars. En el 20,8% dels habitatges hi vivien persones soles el 7,8% de les quals corresponia a persones de 65 anys o més que vivien soles. El nombre mitjà de persones vivint en cada habitatge era de 2,81 i el nombre mitjà de persones que vivien en cada família era de 3,17.
Per edats la població es repartia de la següent manera: un 31,5% tenia menys de 18 anys, un 5,6% entre 18 i 24, un 31% entre 25 i 44, un 21,3% de 45 a 60 i un 10,6% 65 anys o més.
L'edat mediana era de 32 anys. Per cada 100 dones de 18 o més anys hi havia 102,7 homes.
La renda mediana per habitatge era de 39.500 $ i la renda mediana per família de 38.750 $. Els homes tenien una renda mediana de 27.083 $ mentre que les dones 23.750 $. La renda per capita de la població era de 14.548 $. Entorn del 5,1% de les famílies i el 9,6% de la població estaven per davall del llindar de pobresa.

## Poblacions més properes
El següent diagrama mostra les poblacions més properes.